# Herrarnas puckelpist i freestyle vid olympiska vinterspelen 2014
Herrarnas puckelpist i freestyle vid olympiska vinterspelen 2014 hölls i Roza Chutor extrempark den 10 februari 2014. Tävlingen bestod av två kvalomgångar och en finalomgång. I kvalomgången fick alla 29 åkare åka en gång vardera där de tio främsta gick vidare till final, medan de övriga gick till kvalomgång 2 för att eventuellt kvala sig in i finalen.

## Schema
| Datum       | Tid   | Omgång     |
| ----------- | ----- | ---------- |
| 10 februari | 18:00 | Kvalomgång |
| 10 februari | 22:00 | Final      |

## Medaljörer
| Spel       | Guld                     | Silver                 | Brons                       |
| Puckelpist | Alexandre Bilodeau (CAN) | Mikaël Kingsbury (CAN) | Aleksandr Smysjljajev (RUS) |

## Resultat

### Kval
Kvalomgång 1
De 10 främsta i mål gick direkt vidare till final. De resterande 19 fick göra upp om 10 ytterligare finalplatser i kvalomgång 2 .
QF — Kvalificerad till final
Bib — Startnummer
DNS — Startade inte
DNF — Fullföljde inte
| Placering | Bib | Namn                  | Land       | Tid   | Poäng | Poäng | Poäng | Totalt | Noteringar |
| Placering | Bib | Namn                  | Land       | Tid   | Turns | Air   | Tid   | Totalt | Noteringar |
| --------- | --- | --------------------- | ---------- | ----- | ----- | ----- | ----- | ------ | ---------- |
| 1         | 1   | Alexandre Bilodeau    | Kanada     | 25,03 | 12,8  | 5,70  | 6,20  | 24,70  | QF         |
| 2         | 2   | Mikaël Kingsbury      | Kanada     | 25,75 | 12,5  | 5,45  | 5,86  | 23,81  | QF         |
| 3         | 5   | Aleksandr Smysjljajev | Ryssland   | 25,07 | 12,5  | 4,84  | 6,18  | 23,52  | QF         |
| 4         | 4   | Sho Endo              | Japan      | 25,19 | 12,0  | 5,26  | 6,12  | 23,38  | QF         |
| 5         | 7   | Marc-Antoine Gagnon   | Kanada     | 25,44 | 11,6  | 5,30  | 6,00  | 22,90  | QF         |
| 6         | 12  | Philippe Marquis      | Kanada     | 25,65 | 11,2  | 11,2  | 5,91  | 22,43  | QF         |
| 7         | 9   | Dmitrij Reiherd       | Kazakstan  | 24,93 | 11,6  | 4,02  | 6,24  | 21,86  | QF         |
| 8         | 6   | Bradley Wilson        | USA        | 23,39 | 10,9  | 3,81  | 6,97  | 21,68  | QF         |
| 9         | 28  | Brodie Summers        | Australien | 25,73 | 10,8  | 4,89  | 5,87  | 21,56  | QF         |
| 10        | 10  | Matt Graham           | Australien | 24,36 | 10,2  | 4,82  | 6,51  | 21,53  | QF         |
| 11        | 30  | Pavel Kolmakov        | Kazakstan  | 25,73 | 11,0  | 4,53  | 5,87  | 21,40  |            |
| 12        | 38  | Aleksej Pavljenko     | Ryssland   | 24,88 | 10,2  | 4,31  | 6,27  | 20,78  |            |
| 13        | 16  | Nobuyuki Nishi        | Japan      | 24,98 | 10,6  | 3,85  | 6,22  | 20,67  |            |
| 14        | 35  | Giacomo Matiz         | Italien    | 26,48 | 10,7  | 4,40  | 5,51  | 20,61  |            |
| 15        | 25  | Choi Jae-Woo          | Sydkorea   | 24,61 | 9,0   | 5,16  | 6,40  | 20,56  |            |
| 16        | 34  | Ludvig Fjällström     | Sverige    | 26,33 | 10,2  | 4,60  | 5,58  | 20,38  |            |
| 17        | 32  | Per Spett             | Sverige    | 25,05 | 9,0   | 5,05  | 6,19  | 20,24  |            |
| 18        | 37  | Andrej Volkov         | Ryssland   | 25,58 | 10,2  | 3,90  | 5,94  | 20,04  |            |
| 19        | 11  | Dale Begg-Smith       | Australien | 25,06 | 9,7   | 3,86  | 6,18  | 19,74  |            |
| 20        | 27  | Jimi Salonen          | Finland    | 24,53 | 8,9   | 4,31  | 6,43  | 19,64  |            |
| 21        | 36  | Sam Hall              | Australien | 24,52 | 8,7   | 3,65  | 6,44  | 18,79  |            |
| 22        | 21  | Anthony Benna         | Frankrike  | 24,15 | 8,8   | 3,05  | 6,61  | 18,46  |            |
| 23        | 24  | Jussi Penttala        | Finland    | 24,86 | 7,5   | 4,21  | 6,28  | 17,99  |            |
| 24        | 26  | Sergej Volkov         | Ryssland   | 27,64 | 3,6   | 2,20  | 4,97  | 10,77  |            |
| 25        | 3   | Patrick Deneen        | USA        | 23,64 | 1,1   | 2,41  | 6,85  | 10,36  |            |
| 26        | 29  | Arttu Kiramo          | Finland    | 27,18 | 1,2   | 2,71  | 5,18  | 9,09   |            |
|           | 31  | Dmitrij Barmasjov     | Kazakstan  |       |       |       |       | DNF    |            |
|           | 19  | Ville Miettunen       | Finland    |       |       |       |       | DNF    |            |
|           | 33  | Benjamin Cavet        | Frankrike  |       |       |       |       | DNF    |            |

Kvalomgång 2
De 10 främsta i mål gick direkt vidare till final. De resterande nio åkte ur tävlingen .
| Placering | Bib | Namn              | Land       | Tid   | Poäng | Poäng | Poäng | Totalt | Noteringar |
| Placering | Bib | Namn              | Land       | Tid   | Turns | Air   | Tid   | Totalt | Noteringar |
| --------- | --- | ----------------- | ---------- | ----- | ----- | ----- | ----- | ------ | ---------- |
| 1         | 3   | Patrick Deneen    | USA        | 24,71 | 11,5  | 4,53  | 6,35  | 22,38  | QF         |
| 2         | 25  | Choi Jae-Woo      | Sydkorea   | 26,08 | 10,9  | 5,30  | 5,70  | 21,90  | QF         |
| 3         | 27  | Jimi Salonen      | Finland    | 25,26 | 10,9  | 4,86  | 6,09  | 21,85  | QF         |
| 4         | 30  | Pavel Kolmakov    | Kazakstan  | 25,75 | 11,5  | 4,34  | 5,86  | 21,70  | QF         |
| 5         | 37  | Andrej Volkov     | Ryssland   | 25,43 | 10,6  | 4,58  | 6,01  | 21,19  | QF         |
| 6         | 38  | Aleksej Pavljenko | Ryssland   | 25,61 | 11,0  | 4,04  | 5,92  | 20,96  | QF         |
| 7         | 34  | Ludvig Fjällström | Sverige    | 25,44 | 9,9   | 5,44  | 6,00  | 20,50  | QF         |
| 8         | 16  | Nobuyuki Nishi    | Japan      | 25,96 | 11,0  | 3,65  | 5,76  | 20,41  | QF         |
| 9         | 33  | Benjamin Cavet    | Frankrike  | 25,37 | 9,4   | 4,68  | 6,04  | 20,12  | QF         |
| 10        | 32  | Per Spett         | Sverige    | 25,81 | 9,4   | 4,88  | 5,83  | 20,11  | QF         |
| 11        | 35  | Giacomo Matiz     | Italien    | 26,64 | 9,7   | 3,96  | 5,44  | 19,10  |            |
| 12        | 29  | Arttu Kiramo      | Finland    | 26,17 | 9,1   | 3,97  | 5,66  | 18,73  |            |
| 13        | 21  | Anthony Benna     | Frankrike  | 24,24 | 6,7   | 3,65  | 6,57  | 16,92  |            |
| 14        | 36  | Sam Hall          | Australien | 27,54 | 3,4   | 3,09  | 5,01  | 11,50  |            |
| 15        | 11  | Dale Begg-Smith   | Australien | 28,39 | 2,3   | 2,74  | 4,61  | 9,35   |            |
| 16        | 31  | Dmitrij Barmasjov | Kazakstan  | 32,87 | 0,3   | 2,41  | 2,50  | 5,21   |            |
|           | 24  | Jussi Penttala    | Finland    |       |       |       |       | DNF    |            |
|           | 26  | Sergej Volkov     | Ryssland   |       |       |       |       | DNF    |            |
|           | 19  | Ville Miettunen   | Finland    |       |       |       |       | DNS    |            |

### Final
Finalomgång 1
De 12 främsta i mål gick direkt vidare till finalomgång 2. De resterande åtta åkte ur tävlingen .
| Placering | Bib | Namn                  | Land       | Tid   | Poäng | Poäng | Poäng | Totalt | Noteringar |
| Placering | Bib | Namn                  | Land       | Tid   | Turns | Air   | Tid   | Totalt | Noteringar |
| --------- | --- | --------------------- | ---------- | ----- | ----- | ----- | ----- | ------ | ---------- |
| 1         | 5   | Aleksandr Smysjljajev | Ryssland   | 25,14 | 12,7  | 5,52  | 6,15  | 24,37  | Q          |
| 2         | 12  | Philippe Marquis      | Kanada     | 24,58 | 12,4  | 5,51  | 6,41  | 24,32  | Q          |
| 3         | 2   | Mikaël Kingsbury      | Kanada     | 26,32 | 12,4  | 6,32  | 5,59  | 24,31  | Q          |
| 4         | 7   | Marc-Antoine Gagnon   | Kanada     | 25,79 | 11,8  | 5,81  | 5,84  | 23,45  | Q          |
| 5         | 9   | Dmitrij Reiherd       | Kazakstan  | 25,21 | 12,1  | 4,89  | 6,11  | 23,10  | Q          |
| 6         | 33  | Benjamin Cavet        | Frankrike  | 25,85 | 11,5  | 5,66  | 5,81  | 22,97  | Q          |
| 7         | 10  | Matt Graham           | Australien | 24,85 | 11,4  | 4,81  | 6,28  | 22,49  | Q          |
| 8         | 1   | Alexandre Bilodeau    | Kanada     | 24,78 | 11,0  | 5,17  | 6,32  | 22,49  | Q          |
| 9         | 3   | Patrick Deneen        | USA        | 24,67 | 11,6  | 4,30  | 6,37  | 22,27  | Q          |
| 10        | 25  | Choi Jae-Woo          | Sydkorea   | 25,27 | 10,6  | 5,43  | 6,08  | 22,11  | Q          |
| 11        | 30  | Pavel Kolmakov        | Kazakstan  | 25,30 | 11,0  | 4,75  | 6,07  | 21,82  | Q          |
| 12        | 32  | Per Spett             | Sverige    | 25,17 | 10,9  | 4,78  | 6,13  | 21,81  | Q          |
| 13        | 28  | Brodie Summers        | Australien | 25,73 | 11,4  | 4,51  | 5,87  | 21,78  |            |
| 14        | 16  | Nobuyuki Nishi        | Japan      | 24,73 | 11,4  | 3,99  | 6,34  | 21,73  |            |
| 15        | 4   | Sho Endo              | Japan      | 25,53 | 10,6  | 5,17  | 5,96  | 21,73  |            |
| 16        | 38  | Aleksej Pavljenko     | Ryssland   | 24,90 | 10,8  | 4,60  | 6,26  | 21,66  |            |
| 17        | 37  | Andrej Volkov         | Ryssland   | 26,17 | 11,4  | 4,58  | 5,66  | 21,64  |            |
| 18        | 27  | Jimi Salonen          | Finland    | 24,77 | 9,5   | 4,93  | 6,32  | 20,75  |            |
| 19        | 34  | Ludvig Fjällström     | Sverige    | 25,30 | 9,5   | 4,26  | 6,07  | 19,83  |            |
| 20        | 6   | Bradley Wilson        | USA        | 24,83 | 1,5   | 2,11  | 6,29  | 9,90   |            |

Finalomgång 2
De sex främsta i mål gick direkt vidare till den sista finalomgången. De resterande sex åkte ur tävlingen .
| Placering | Bib | Namn                  | Land       | Tid   | Poäng | Poäng | Poäng | Totalt | Noteringar |
| Placering | Bib | Namn                  | Land       | Tid   | Turns | Air   | Tid   | Totalt | Noteringar |
| --------- | --- | --------------------- | ---------- | ----- | ----- | ----- | ----- | ------ | ---------- |
| 1         | 2   | Mikaël Kingsbury      | Kanada     | 26,37 | 12,5  | 6,47  | 5,57  | 24,54  | Q          |
| 2         | 7   | Marc-Antoine Gagnon   | Kanada     | 25,61 | 12,2  | 6,04  | 5,92  | 24,16  | Q          |
| 3         | 1   | Alexandre Bilodeau    | Kanada     | 25,91 | 12,2  | 5,91  | 5,78  | 23,89  | Q          |
| 4         | 5   | Aleksandr Smysjljajev | Ryssland   | 25,22 | 12,6  | 5,14  | 6,11  | 23,85  | Q          |
| 5         | 9   | Dmitriy Reiherd       | Kazakstan  | 24,71 | 12,2  | 4,93  | 6,35  | 23,48  | Q          |
| 6         | 3   | Patrick Deneen        | USA        | 24,00 | 11,7  | 4,94  | 6,68  | 23,32  | Q          |
| 7         | 10  | Matt Graham           | Australien | 25,08 | 12,1  | 5,04  | 6,17  | 23,31  |            |
| 8         | 33  | Benjamin Cavet        | Frankrike  | 26,31 | 11,0  | 5,87  | 5,59  | 22,46  |            |
| 9         | 12  | Philippe Marquis      | Kanada     | 24,07 | 10,1  | 5,50  | 6,65  | 22,25  |            |
| 10        | 30  | Pavel Kolmakov        | Kazakstan  | 25,73 | 10,7  | 3,46  | 5,87  | 20,03  |            |
| 11        | 32  | Per Spett             | Sverige    | 27,39 | 3,5   | 4,88  | 5,09  | 13,47  |            |
|           | 25  | Choi Jae-Woo          | Sydkorea   |       |       |       |       | DNF    |            |

Finalomgång 3
Guldmedaljör blev Alexandre Bilodeau från Kanada .
| Placering | Bib | Namn                  | Land      | Tid   | Poäng | Poäng | Poäng | Totalt | Noteringar |
| Placering | Bib | Namn                  | Land      | Tid   | Turns | Air   | Tid   | Totalt | Noteringar |
| --------- | --- | --------------------- | --------- | ----- | ----- | ----- | ----- | ------ | ---------- |
| 1         | 1   | Alexandre Bilodeau    | Kanada    | 24,81 | 13,1  | 6,91  | 6,30  | 26,31  |            |
| 2         | 2   | Mikaël Kingsbury      | Kanada    | 25,25 | 12,0  | 6,62  | 6,09  | 24,71  |            |
| 3         | 5   | Aleksandr Smysjljajev | Ryssland  | 24,94 | 12,4  | 5,70  | 6,24  | 24,34  |            |
| 4         | 7   | Marc-Antoine Gagnon   | Kanada    | 25,56 | 11,5  | 5,90  | 5,95  | 23,35  |            |
| 5         | 9   | Dmitriy Reiherd       | Kazakstan | 24,21 | 11,4  | 4,82  | 6,58  | 22,80  |            |
| 6         | 3   | Patrick Deneen        | USA       | 23,83 | 11,0  | 4,40  | 6,76  | 22,16  |            |